# Palaeacarus lapshovi
Palaeacarus lapshovi är en kvalsterart som beskrevs av Aleksey A. Zachvatkin 1945. Palaeacarus lapshovi ingår i släktet Palaeacarus och familjen Palaeacaridae. Inga underarter finns listade i Catalogue of Life.